# Turm der Unsterblichkeit
Ein Turm der Unsterblichkeit ist ein Monument in Nordkorea zum Gedenken an den „ewigen Präsidenten“ Kim Il-sung und den „ewigen General“ Kim Jong-il. Unsterblichkeitstürme existieren an verschiedenen Orten im ganzen Land und sind Ausdruck des Personenkults um die ehemaligen Machtinhaber Nordkoreas.
Die Türme erinnern an Obeliske und weisen in der Regel auf Vorder- und Rückseite einen Gedenkspruch auf. Sie sind jedoch in der Regel unterschiedlich gestaltet und variieren in Höhe und Form. Während Türme der Unsterblichkeit bereits zum Gedenken an Kim Il-sung existierten, wurden auch nach dem Tod Kim Jong-ils im Jahr 2011 zahlreiche weitere Türme zu dessen Gedenken errichtet.

## Bekannte Türme
Zu den drei bekanntesten Unsterblichkeitstürmen gehören der Turm in der Kumsong-Straße, in der Sungri-Straße und der Turm auf einer Verkehrsinsel in der Sesallim-Straße in der nordkoreanischen Hauptstadt Pjöngjang. Ein weiterer, dem in der Sungri-Straße identischer Turm, befindet sich in der Kwangbok-Straße gegenüber dem Zirkus Pjöngjang.

### Unsterblichkeitsturm Kumsong-Straße

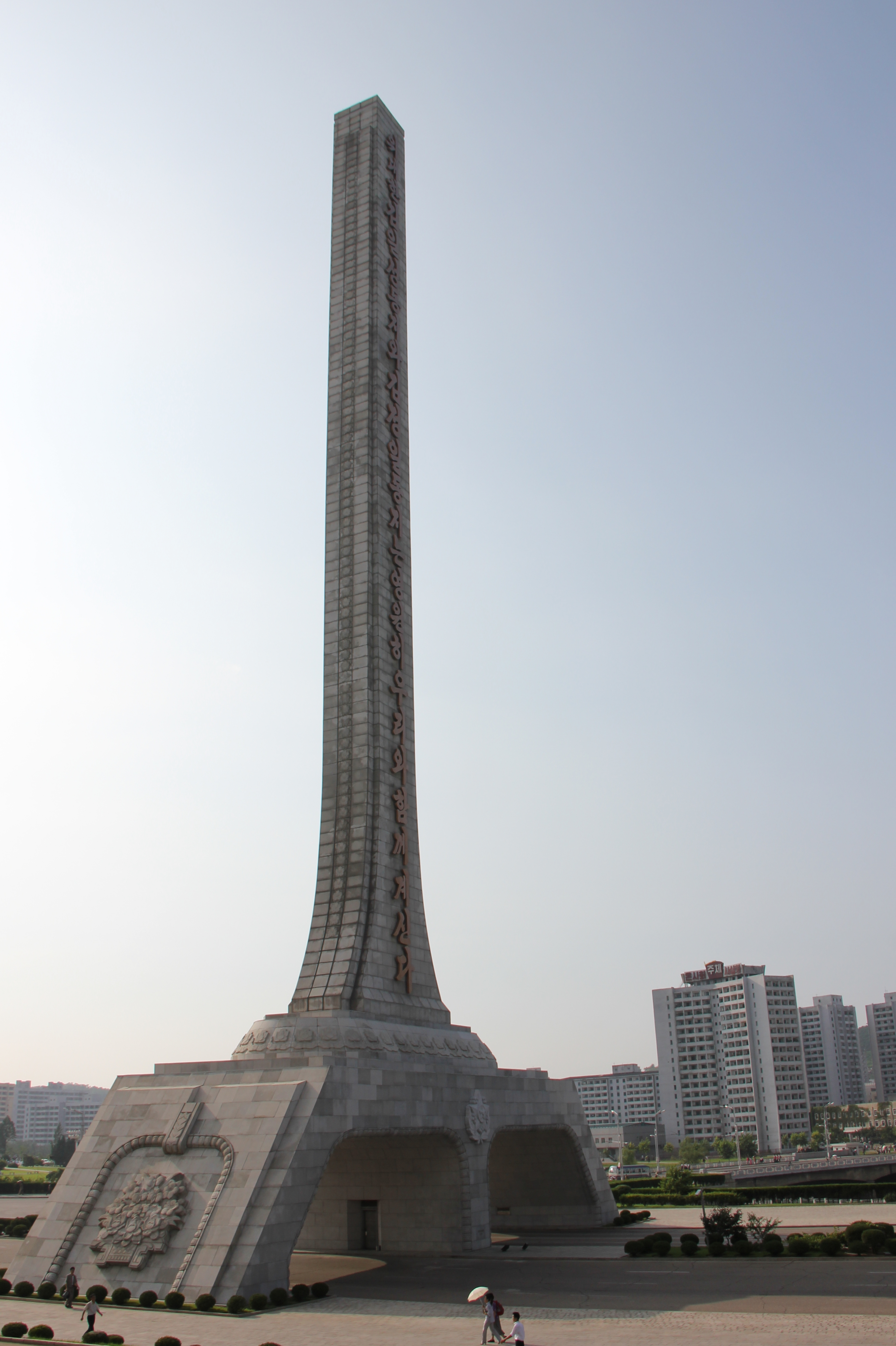
Turm in der Kumsong-Straße, Pjöngjang

Zu den bekanntesten Unsterblichkeitstürmen gehört das sogenannte Monument des ewigen Lebens zu Ehren des Präsidenten Kim Il-sung am Beginn der Kumsong-Straße.
Er wurde 1997 zum Gedenken an den im Jahr 1994 verstorbenen Kim Il-sung auf einer Gesamtanlage von 17.000 Quadratmetern errichtet und erstreckt sich mit zwei Bögen über die Durchfahrtsstraße zu seinem Mausoleum dem Kumsusan-Palast, nahe der Kreuzung Ryonghung. Er befindet sich auf einem 10,50 Meter hohen Sockel, der von dem Straßenverkehr durchfahren wird. Seine Höhe beträgt 82 Meter. Auf beiden Seiten befindet sich jeweils eine Inschrift in Form eines Bronze-Reliefs, die sich zunächst nur auf den „ewigen Präsidenten“ Kim Il-sung bezog, nach dem Tod Kim Jong-ils jedoch um dessen Namen erweitert wurde. Darauf ist zu lesen:

„위대한 김일성 동지와 김정일 동지는 영원히 우리와 함께 계신다“

„Der großartige Genosse Kim Il Sung und Genosse Kim Jong Il sind für immer bei uns.“

Auf den Außenseiten des Sockels sind Reliefs mit Azaleenblüten eingearbeitet sowie ein roter Stern am oberen Ende mit einem Durchmesser von drei Metern.

### Unsterblichkeitsturm Sungri-Straße

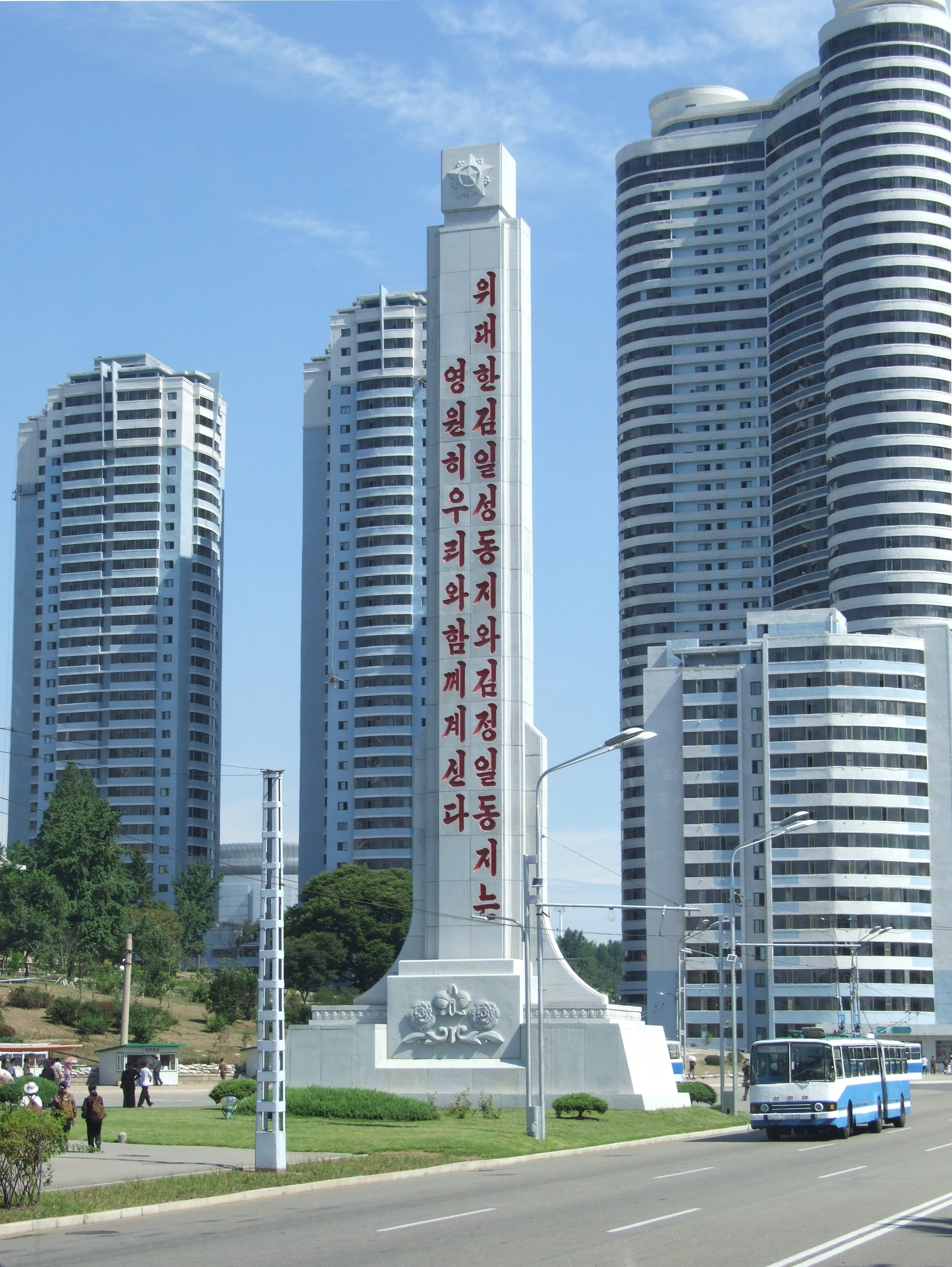
Turm in der Sungri-Straße, Pjöngjang

Ein weiterer bekannter Turm zum Gedenken an Kim Jong-il und Kim Il-sung steht in Pjöngjang an der Sungri-Straße im Dong Jongro-dong. Dieser trägt die Inschrift

„위대한 김일성동지와 김정일동지는 영원히 우리와 함께 계신다“

„Der großartige Genosse Kim Il Sung und Genosse Kim Jong Il sind für immer bei uns.“